# ウル・ナンム
ウル・ナンム（Ur Nammu、在位：紀元前2115年頃 - 紀元前2095年頃）は、ウル第3王朝の初代王である。ウル・ナンム法典と呼ばれる最古の法典を成立させたことで知られる。

## 来歴
ウル・ナンムはウルク第5王朝の王ウトゥ・ヘガルの娘婿（義理の息子）といわれている。ウトゥ・ヘガルの生前にはウル市の知事として神殿に関係した仕事をしており、軍事的にも影響力を持った。
ウトゥ・ヘガルの没後にはウルの王となり、ウトゥ・ヘガルの後継者の地位を占めた。これをウル第3王朝という。独立状態にあった他のシュメール都市国家を次々と打ち破っては統合していったが、その具体的な過程はほとんど知られておらず、わずかにラガシュ第2王朝の王ナンマハニを打倒したことが記録に残るのみである。しかし、ウル・ナンムによって行われた建築事業がウルク、ニップル、ラルサなどで確認されており、広い範囲に支配権をおよぼしたことは確実である。また,プズル・インシュシナクによって占領されていた中北部メソポタミアを征服し,さらにはスーサをも占領したとされる。
メソポタミアの覇権を握ったあと、盛んに建築事業を行った。特にアッカド王朝滅亡以来の動乱によって損傷した各地のジッグラトを再建したうえで拡張した。建設したウル市の月神ナンナの神殿は、それ以前のあらゆる建造物より巨大に作られている。
制定したウル・ナンム法典は、現在知られている中では現存する最古の法典集である。
治世中に一通り王朝の基盤が整ったと考えられ、死後に王位を継ぐ息子のシュルギら後継者たちによってウル第3王朝は繁栄を謳歌し、シュメール文化の黄金時代を築くこととなる。
ナンムという名は海の女神ナンムから取られており、自らを「女神ナンムの召使」と称した。